# 伊那本郷駅
伊那本郷駅（いなほんごうえき）は、長野県上伊那郡飯島町本郷にある、東海旅客鉄道（JR東海）飯田線の駅である。
快速「みすず」については、下り列車は通過するが、上り列車は停車する。

## 歴史
- 1918年（大正7年）7月23日：伊那電車軌道（1919年に伊那電気鉄道へ改称）七久保 - 飯島間延伸時に開設[1]。一般駅[2]。
- 1943年（昭和18年）8月1日：伊那電気鉄道線が飯田線の一部として国有化、鉄道省（後の日本国有鉄道）の駅となる[3]。
- 1966年（昭和41年）3月25日：飯田線輸送力増強のため交換設備設置[1]。
- 1971年（昭和46年）12月1日：貨物・荷物扱い廃止（旅客駅化）[2]。
- 1983年（昭和58年）2月24日：CTC化に伴い、無人駅化[4]。
- 1987年（昭和62年）4月1日：国鉄分割民営化に伴い、JR東海の駅となる[5]。
- 2008年（平成20年）9月1日：ホーム・待合室改築着工。
- 2009年（平成21年）2月28日：新駅舎（待合室）完成[1]。

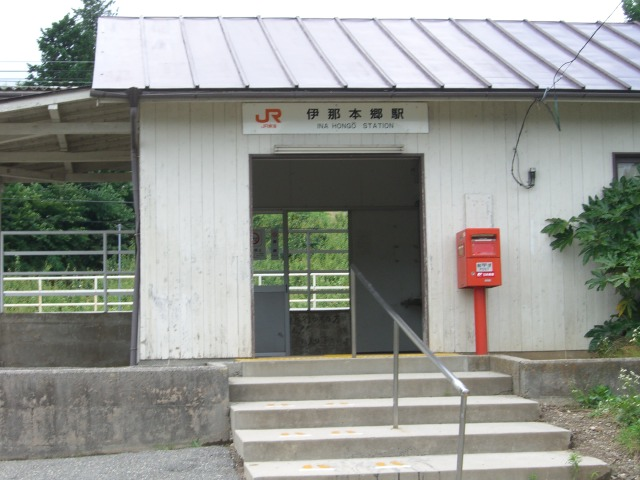
旧駅舎（2008年6月）

## 駅構造
相対式ホーム2面2線を有し、列車交換可能な地上駅である。無人駅（伊那市駅管理）。駅舎は上り線側にあり、かつてはホーム間移動のための構内踏切がホームの飯島駅側にあったが、無人駅化の際廃止され、現在ではホーム間移動は出来なくなった。下りホームへは七久保駅側出入口から直接入る形となった。当駅は豊橋方・辰野方のいずれも上り線が分岐器直線側を通過する線形である。

### のりば
| 番線 | 路線      | 方向 | 行先             |
| ---- | --------- | ---- | ---------------- |
| 1    | CD 飯田線 | 上り | 飯田・天竜峡方面 |
| 2    | CD 飯田線 | 下り | 辰野方面         |

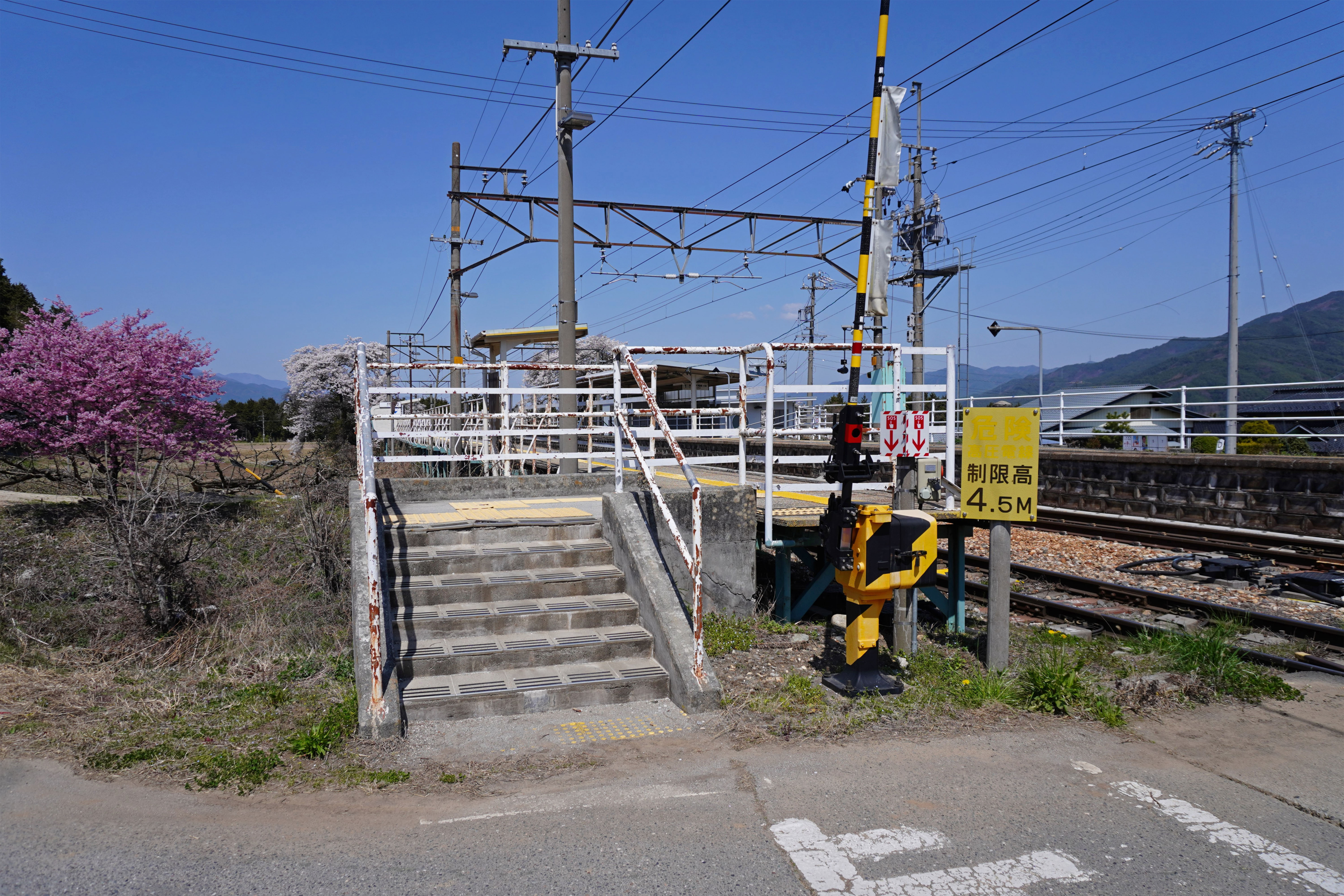
2番線ホーム出入口（2023年4月）
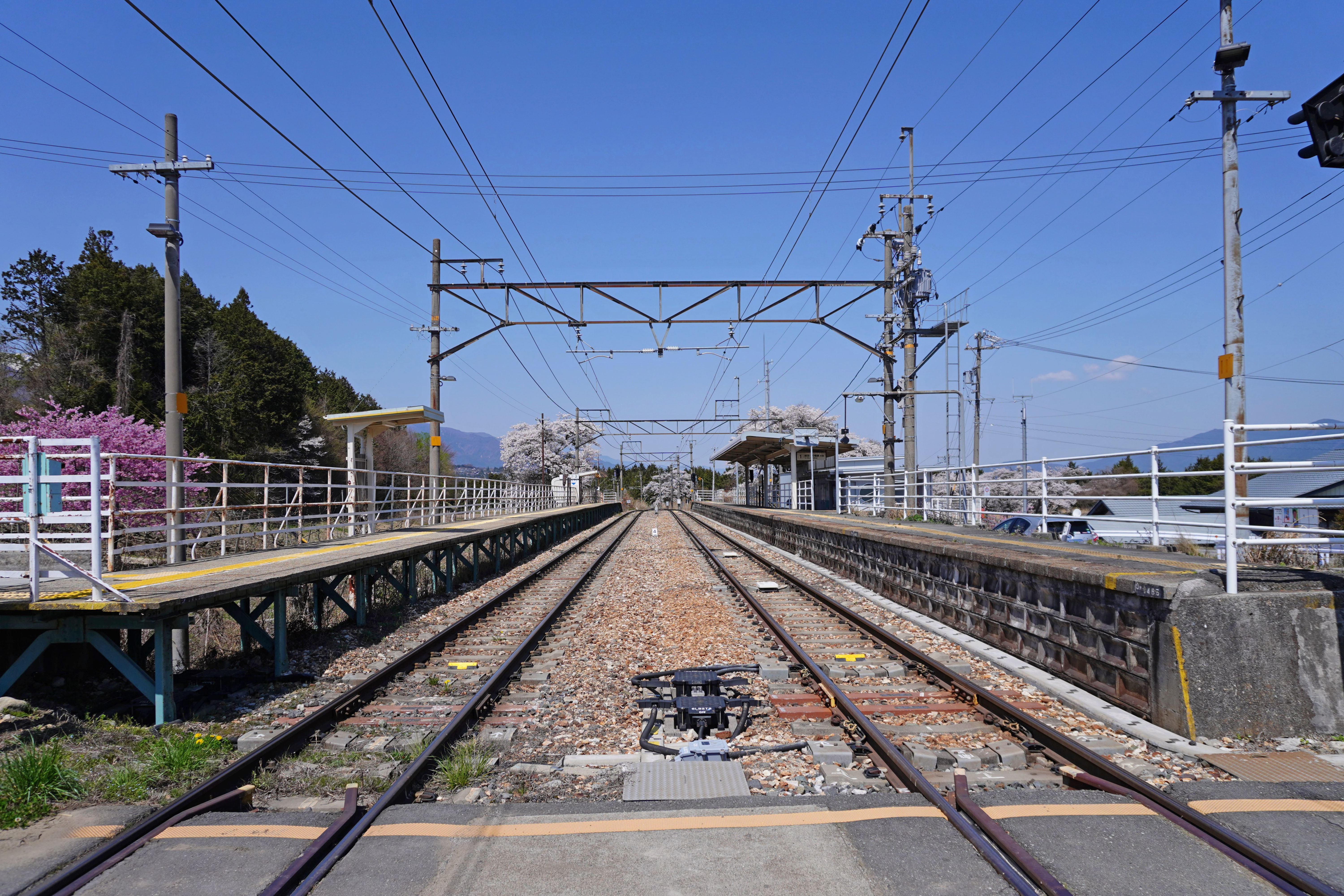
ホーム（2023年4月）

## 利用状況
「長野県統計書」によると、1日平均乗車人員は以下の通り。
- 2007年度 - 38人[1]
- 2009年度 - 53人[1]
- 2010年度 - 49人
- 2011年度 - 43人
- 2012年度 - 48人
- 2013年度 - 52人
- 2014年度 - 39人
- 2015年度 - 43人
- 2016年度 - 43人[7]
- 2017年度 - 44人[8]
- 2018年度 - 43人[9]

## 駅周辺
駅裏側の斜面は梨畑で、春には一面白い花が咲く。
- 本郷グランド
- 上伊那広域消防本部 伊南南消防署
- 臨照山 西岸寺（伊那三女ゆかりの桜の名勝地）

## バス路線
飯島町いいちゃんバスの「本郷駅東交差点」停留所が最寄りである。
- 南部線（1日4往復：デマンド式）
  - 飯島駅方面／七久保方面

## 隣の駅
東海旅客鉄道（JR東海）
CD 飯田線
■快速「みすず」（上りのみ停車）・■普通 
七久保駅 - 伊那本郷駅 - 飯島駅